# Charlotta Wolff
Charlotta Wolff, född 1976 i Ekenäs, är en finlandssvensk historiker och översättare. Hon är professor vid Åbo universitet och har tidigare fungerat som forskare vid Helsingfors universitet.

## Priser och utmärkelser
- 2006 – Axel Hirschs pris
- 2024 – Statsrådet Mauritz Hallbergs pris